# Джаннутри
Джаннутри (итал. Isola di Giannutri) — остров в Средиземном море, входит в состав Тосканского архипелага. Самый южный остров среди островов Тосканского архипелага. Административно остров Джаннутри является территорией коммуны Джильо в составе провинции Гроссето региона Тоскана.

## Природа

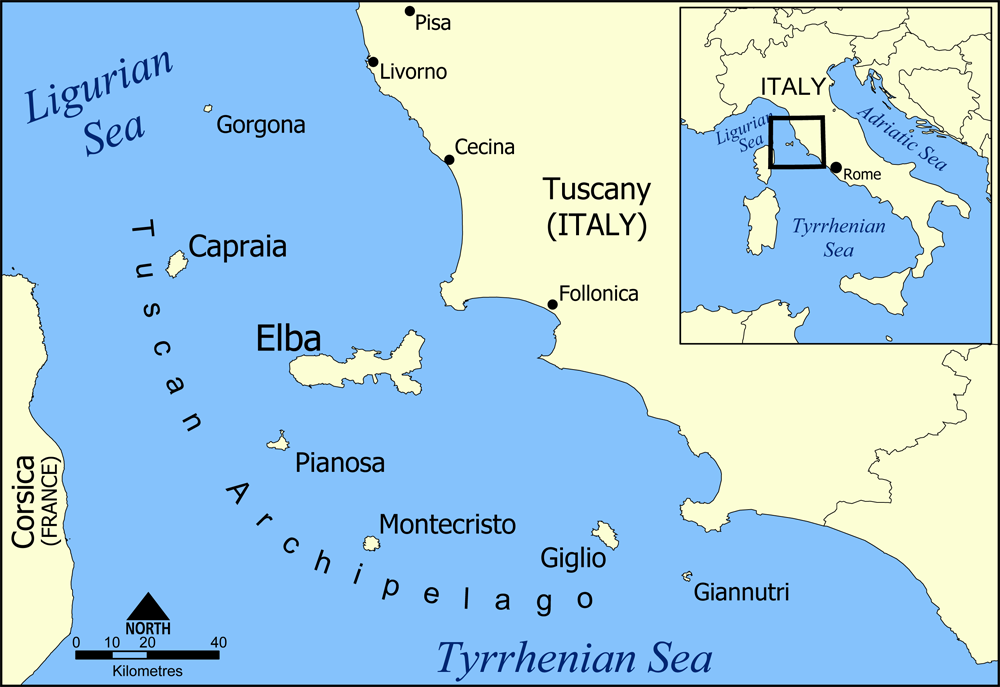

Остров представляет собой воплощение чистой природы и называется также островом чаек, так как тысячи чаек облюбовали его для гнездования. Остров является природным заповедником.

## Рельеф
На острове имеется три горы Capel Rosso, Monte Mario и Poggio del Cannone.
Скалистый берег с двумя пляжами, Gala della Spalmatoio на севере востоке и Gala Maestra на севере западе.
Имеется множество гротов: наиболее известный Gala dei Grottoni на южной оконечности острова.

## История
Остров назывался Artemisia греками и Danium римлянами. Принадлежит важная роль в III и II веке до н. э. для морских перевозок. Во времена Римлян принадлежит семье Enobardi, построивший великолепную виллу, руины которых вы можете видеть в наши дни и являются одной из достопримечательностей острова. Во времена Каролингов Джаннутри с Джильо и Арджентарио принадлежит аббатству Трех Фонтанов. В XIII веке принадлежит семье Aldobrandeschi и затем переходит к семье Орсини. Начиная с XV века одна из частей Области Президий.